# Condado de Yakima
O Condado de Yakima é um dos 39 condados do Estado americano de Washington. A sede de condado é Yakima, e sua maior cidade é Yakima. O condado possui uma área de 11 167 km², uma população de 222,581 habitantes, e uma densidade populacional de 11 hab/km² (segundo o censo nacional de 2000). É o maior condado do Estado.